# Milborne St. Andrew
Milborne St. Andrew è un villaggio e parrocchia civile dell'Inghilterra, appartenente alla contea del Dorset.